# فرایند ارگودیک
در پردازش سیگنال و اقتصاد سنجی ، یک فرایند تصادفی ِ ارگودیک فرایندی است که ویژگی‌هایی آماری آن ( مانند واریانس و میانگین ) را بتوان تنها از روی یک نمونه از آن فرآیند ،که به اندازه مدت کافی برداشته شده باشد، تعیین کرد. 

## تعریف‌ها
اگر متوسط زمانی یک نمونه از یک فرایند تصادفی را با
{\displaystyle {\hat {m}}_{x}(t)_{T}={\frac {1}{2T}}\int _{-T}^{T}x(t)\,dt.}
نشان دهیم و متوسط آماری فرایند برابر {\displaystyle m_{x}(t)=E[x(t)]} باشد ، در صورتی که {\displaystyle {\hat {m}}_{x}(t)_{T}} با {\displaystyle T\rightarrow \infty } به {\displaystyle m_{x}(t)} میل کند، فرایند مورد نظر یک فرایند ارگودیک است.